# مارلين ساندوفال
مارلين ساندوفال (بالإسبانية: Rubí Sandoval) (بالإنجليزية: Marlene Sandoval) (18 يناير 1984 في الولايات المتحدة - ) هي لاعبة كرة قدم مكسيكية وأمريكية في مركز الدفاع، شاركت في الألعاب الأولمبية الصيفية 2004. وشاركت مع منتخب المكسيك لكرة القدم للسيدات. أما مع النوادي، فقد لعبت مع Santa Clarita Blue Heat ‏.

## وصلات خارجية
- مارلين ساندوفال على موقع الاتحاد الدولي (مؤرشف)  (الإنجليزية)
- مارلين ساندوفال على موقع الاتحاد الأوربي (الإنجليزية)
- مارلين ساندوفال على موقع قاعدة بيانات كرة القدم.إي يو (الإنجليزية)
- مارلين ساندوفال على موقع Soccerway.com (الإنجليزية)
- مارلين ساندوفال على موقع أوليمبيديا (الإنجليزية)